# Podoscopio
Il podoscopio è un apparecchio diagnostico per i piedi che evidenzia le zone di appoggio posturale del paziente mediante l'utilizzo di luci, un tempo con lampade fluorescenti con temperatura colore di 6000 K mentre attualmente a luce led sempre con temperatura colore elevata oppure in certi casi variabile. Il sanitario specializzato all'uso del podoscopio è il podologo.
L’esame podoscopico si svolge con il paziente in stazione eretta e permette di valutare l’impronta plantare grazie alla distribuzione dell'appoggio sui due piedi. In quanto esame effettuato in posizione statica ha dei limiti. Vengono infatti escluse le dinamiche del piede, che esprimono in maniera più evidente i problemi di appoggio. Infatti, in fase propulsiva, i carichi che si rilevano sono ben più elevati rispetto a quelli che sopportiamo in statica. L’esame podoscopico può essere considerato quindi il primo approccio strumentale per la valutazione della distribuzione dei carichi, dopo un attento esame obiettivo del sistema podalico.
Un esame che permette la valutazione dell'appoggio plantare in fase dinamica è l'esame baropodometrico, mentre l'esame stabilometrico studia la distribuzione dei carichi nella fase statica.